# Livio Trapè
Livio Trapè (* 26. Mai 1937 in Montefiascone) ist ein ehemaliger italienischer Radsportler, der 1960 zwei olympische Medaillen gewann.
Nachdem er 1960 italienischer Meister der Amateure im Straßenrennen geworden war, galt Trapè als eine der großen Hoffnungen der Gastgeber bei den Olympischen Sommerspielen in Rom.
Im erstmals ausgetragenen Mannschaftszeitfahren fuhr er zusammen mit Antonio Bailetti, Ottavio Cogliati und Giacomo Fornoni. Der italienische Vierer gewann in 2:14:33,53 Stunden mit fast zweieinhalb Minuten Vorsprung auf die Mannschaft aus der DDR um Täve Schur und über vier Minuten Vorsprung auf die sowjetische Mannschaft um Wiktor Kapitonow. 
Vier Tage nach dem Mannschaftszeitfahren fand das Einzelstraßenrennen über zwölf Runden auf einem Rundkurs von 14,615 km je Runde statt. Start und Ziel lagen auf der Via Flaminia. Nach acht Runden lösten sich Kapitonow und Trapè aus der Spitzengruppe und fuhren einen Vorsprung von zweieinhalb Minuten heraus. Kurz vor Schluss der elften Runde sprintete Kapitonow los und überfuhr jubelnd die Ziellinie; erst als Trapè an ihm vorbeifuhr, wurde Kapitonow bewusst, dass er sich eine Runde zu früh gefreut hatte. Trapè versuchte nun seinen Vorsprung bis ins Ziel zu retten, aber Kapitonow kam langsam wieder heran und siegte nach 4:20:37 Stunden mit einer Reifenbreite vor Trapè. Als Amateur startete er für den Verein C.S. Serrande de Nardi.
Trapè wurde nach den Olympischen Spielen Profi. 1961 gewann er den Giro di Campania und wurde 1962 Zweiter bei der Lombardei-Rundfahrt. Große Siege gelangen ihm nicht, 1964 stürzte er beim Giro d’Italia, 1966 belegte er bei der Vuelta a España Platz 45.
Nach seiner Karriere eröffnete er eine Parfümerie in Montefiasconi und in Orvieto sowie eine Firma für Gebrauchtwagen.